# Yoshimi Nishida
Yoshimi Nishida (西田 祥実 Nishida Yoshimi, 1 de marzo de 1892 – 21 de febrero de 1944) fue un general japonés durante la II Guerra Mundial. Murió en combate durante la Batalla de Eniwetok.

## Biografía
Yoshimi Nishida nació el 1 de marzo de 1892, en la Prefectura de Kōchi, Japón. Asistió a la Academia Militar Imperial y se graduó el 26 de mayo de 1913. Fue promovido al rango de Teniente primero el 25 de diciembre del mismo año. Fue ascendido al rango de Mayor general el 1 de agosto de 1942.
Nishida fue nombrado comandante de la 1ª Brigada Anfibia de la Armada Imperial Japonesa, que fue la fuerza principal de la defensa de la isla de Eniwetok , en las Islas Marshall. Nishida estuvo a cargo de la defensa de la isla durante la invasión de la Marina de los Estados Unidos de la isla en febrero de 1944. Durante la Batalla de Eniwetok, Nishida fue herido por un impacto de bala y finalmente murió durante la contienda.